# サラダボウル

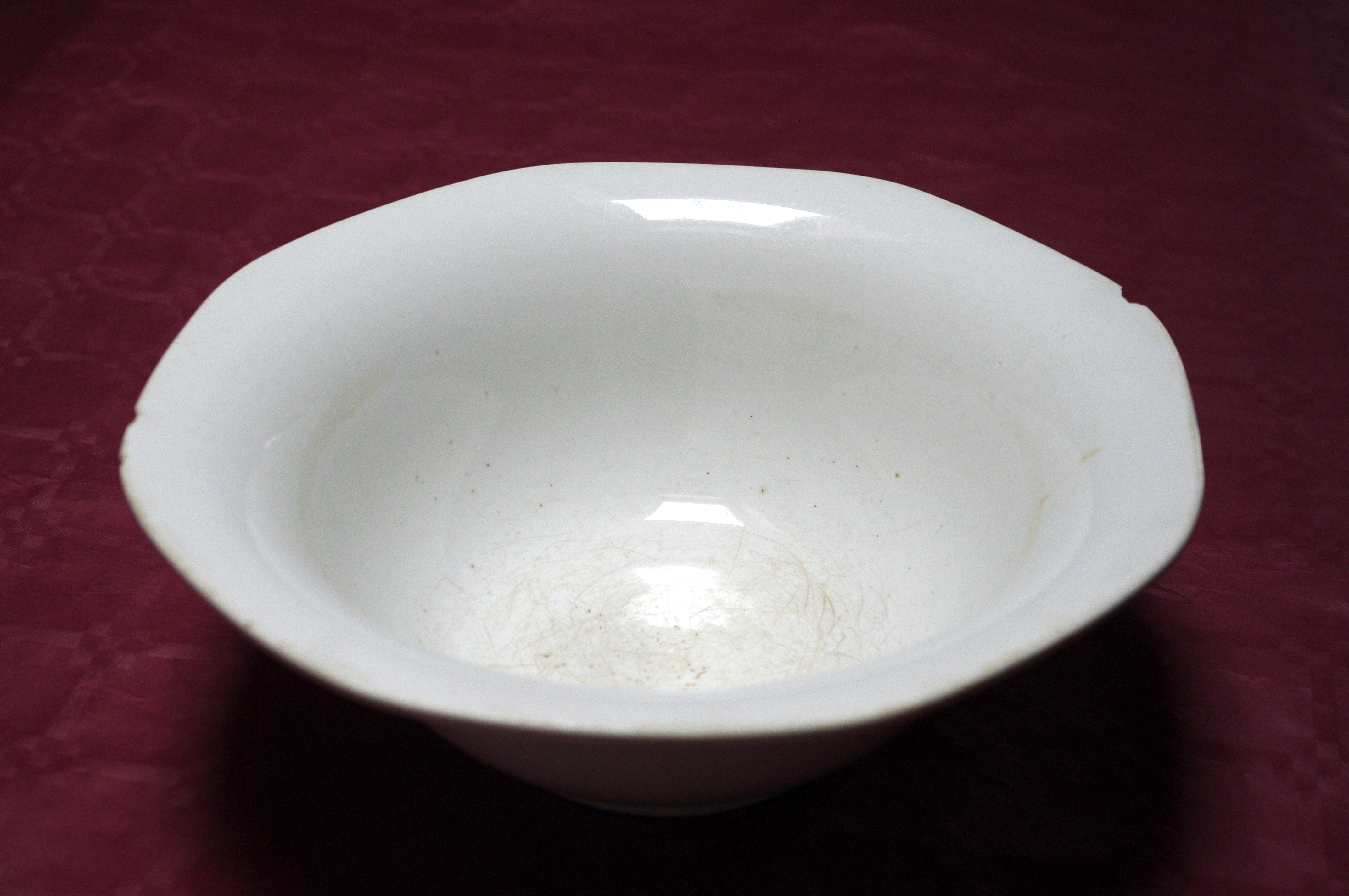
白色・無地のサラダボウルの例。

サラダボウル（英語:salad bowl）とは、ボウルの形をした食器の一種であり、サラダ、特にトストサラダを盛り付けるのに利用される。

## 材料
サラダボウルは、通常食器に使われるうちのどの材料で作られることもある。例えば、セラミック、金属、プラスチック、ガラス、木材などで作られたサラダボウルが存在する。

### 木製
1940年代から1960年代にかけて、アメリカ合衆国の多くの料理本では木製のサラダボウルが薦められていた。この流行はレストラン経営者で料理作家のジョージ・レクターが1936年9月5日に『サタデー・イブニング・ポスト』に寄稿した「サラダのお悩み」という題名のコラムがきっかけとなった。このコラムにおいてレクターは、ニスのかかっていない木製のサラダボウルを推奨した。このようなサラダボウルはフランスの伝統であると言い伝えられている。レクターは、ニンニクの旨味を引き出すために、サラダボウルにすり下ろしたニンニクを塗り、さらにそれに油を塗り、そしてサラダボウルは決して洗わないことを薦めた。
（前略）年齢にはボウルと共にすべき全てのことがある。（中略）ご存じの通り、木材は吸収性を持ち、あなたが何年かの間自分のサラダボウルにニンニクをすり下ろして塗り続け、さらにその上から油を重ね塗りすることを続ければ、それはコリント青銅のパティナ、そして、100年もののブランデーのように、個性として認められるだろう。（中略）30年間の本当の幸せは、建立2000年の中国のビャクダン製の寺院と同じくらいのものと認められるようになるまで、ひたすら油を塗り、磨き、そして味わい続けることによって得られる。—ジョージ・レクター、「サラダの日々」
1936年のクリスマスの季節までには、木製のサラダボウルは流行の贈り物になっていた。1949年までには文化評論家のラッセル・ライネスが、教養人は決して「自分のサラダボウルを洗うことを夢見ることはない」と述べるまでになった。
その後すぐに、木製のサラダボウルについては批判も発生したが、その後批判はされなくなった。
おしまいに、廉価で作りの悪いサラダボウルはすぐに壊れてしまううえ、油がボウルの割れ目にしみこむことによってやがてボウルは悪臭を持ってしまうし、ニンニクが頻繁にその表面をこすられた場合、理想的な、かすかで淡い下地はすぐに悪臭を帯びてしまい、ボウルは臭いとしか表現しようのない事態になる。—ルイ・P・ド・グイ(1945年)、『緑の混合』
大きな木製のサラダボウルは、私たちが何度も厳然と言っている通り、日常的に使うことによって、たとえ全く洗わなかったとしても乾燥するようになる。しかし、ボウルは遅かれ早かれ、目に見えないほど小さな割れ目ができて成長してゆき、油や食べ物の小さなかけらが必ずその中に入り込み、そして腐ったような臭いを発するようになってしまうであろうことを指摘しておかなくてはならない。—マイケル・フィールド (1965年)、『マイケル・フィールドの料理学校』

## 使用
サラダボウルの上にすり下ろしたニンニクを塗ることは、はるか以前から行われている行為である。
「カポン」と呼ばれる動物から作ったパンの皮ですり下ろしたニンニクをサラダボウルに塗る—J・B・B・ド・ロックフォール(1815年)、『フランス人の私生活の歴史』
アメリカ合衆国においても、レクターに先立って、1926年にホテル・マンスリー・プレスから出版された、サラダの料理本『エッジウォーター・ビーチ・ホテル・サラダ・ブック』において、サラダボウルが多くのレシピの食器として推奨されている。

## 形
サラダボウルには様々な形や大きさのものがあり、非常に平たいものから、非常に高いものまである。

## サラダ・ボウル論
カール・デグラーはアメリカ合衆国の民族の多様性あるいは多文化主義を積極的に評価して「サラダ・ボウル論」と名付けた。